# Pero morrisonarius
Pero morrisonarius là một loài bướm đêm trong họ Geometridae.